# Palais de Kosyam
Le palais de Kosyam ou Kossyam est la résidence officielle du président du Burkina Faso. Il est situé boulevard Muammar-Kaddafi à Ouagadougou. Avant cela, c’était le palais de Koulouba (actuel primature) qui était le siège de la présidence du Faso.

## Historique
Le palais de Kosyam est construit dans la lancée du développement du quartier chic de Ouaga 2000, – s'étendant en 2020 sur environ 3 000 ha situés au sud-est de la capitale burkinabè Ouagadougou, –, décidé par le président Blaise Compaoré pour accueillir initialement le sommet France-Afrique de 1996 dans une « ville nouvelle » destinée à devenir le nouveau centre institutionnel du pays. Les premières villas sont édifiées à partir 1994 pour accueillir les diplômates et chefs d'État, avant la construction du palais présidentiel de Kosyam – qui doit son nom au hameau historique du lieu situé alors dans la brousse – dans ce qui est devenu à partir de l'an 2000 un quartier riche et fermé, destiné aux classes dirigeantes et économiques du pays.
La construction du palais dans le style néosoudano-sahélien, et de ses jardins, est terminée en 2006 pour un coût estimé à 10 milliards de francs CFA (environ 15 millions d'euros). La résidence est inaugurée officiellement le 11 décembre 2006, date anniversaire de la proclamation de la république de Haute-Volta.
Le palais a été l'un des sites du soulevement populaire de 2014 qui a renversé le président Blaise Compaoré, au pouvoir depuis 1987.